# 以諾·桑唐加
以諾·曼卡伊·桑唐加（1873年—1905年4月18日）是南非作曲家，也是科薩語歌曲《天佑非洲》（Nkosi Sikelel' iAfrika）的創作者，其縮略版本自1994年起成為《南非國歌》的前半部分。此前，《天佑非洲》亦是1925年起非洲人国民大会的代表曲，而其紹納語翻譯版本則為1980年至1994年間的津巴布韋國歌。

## 早年生活與教育
桑唐加是科薩人，生於開普殖民地東部的城市艾滕哈赫。他在洛夫代爾傳教士學院受訓成為教師，並在南斯菲（近约翰内斯堡）的循道宗教會學校任教並兼任合唱團長八年。

## 音樂事業
《天佑非洲》的首節與副歌部分創作於1897年，原預計作為校歌。部分資料稱桑唐加於同年寫下《天佑非洲》的旋律，惟其他資料則稱《天佑非洲》的旋律來自約瑟·派理的作品《阿貝里斯特維斯》，而桑唐加僅為該音樂旋律配上新詞。《天佑非洲》在首位聰加人循道宗牧師姆博韋尼（Mboweni）於1899年的按立儀式中首度公開演唱。
桑唐加逝於1905年4月。

## 個人生活
桑唐加之妻為非洲美以美會牧師的女兒戴安娜·姆格基比薩（Diana Mgqibisa），二人間育有一子。姆格基比薩逝於1929年。

## 影響
《天佑非洲》由约翰·杜贝所創辦的奧蘭赫學院的合唱團於1912年的南非土著國民大會（South African Native National Congress）會議的閉幕祈禱後演奏。此後，非洲人國民大會於1925年採用《天佑非洲》為其官方代表曲。《天佑非洲》於1923年在倫敦進行首次錄音，並於1927年由洛費達萊出版社（Lovedale Press）首度發佈。
桑唐加之墓位於布拉姆方丹墳場內，因該墳場的一次破壞事件而被發現。桑唐加之墓於1996年9月24日獲宣告為國定古蹟，同日時任南非总统纳尔逊·曼德拉為桑唐加之墓紀念碑揭幕，並為桑唐加追授功績服務勳章金章。